# Le Mans (álbum)
Le Mans es el primer álbum de estudio del grupo de indie pop donostiarra Le Mans. Fue grabado entre 1991 y 1993 y lanzado al público en 1994.

## Producción
A dos semanas de haberse separado Aventuras de Kirlian, el grupo decidió reunirse dos semanas después bajo el nombre de Le Mans, incluyendo a Gorka Ochoa en la batería.

El grupo decide comenzar a grabar su primer LP en 1991 y buscar quien lo publicara después. Tardaron dos años en completar el disco, pues no se reunían muy a menudo, además de que los componentes vivían en ciudades distintas. Cuando terminan de grabarlo en agosto de 1993 el sello madrileño Elefant Records decide publicarlo en enero de 1994.

El disco es bien recibido por la gente a pesar de que por su naturaleza independiente no logra vender muchas copias. El grupo nunca se sintió satisfecho con el resultado del disco diciendo que al ser concebido dos años antes, el álbum representa la música que tocaban en ese entonces, y no la que querían al momento de lanzarlo, ya que muchas canciones fueron escritas mientras el grupo aún era Aventuras de Kirlian. Por esto el grupo se apresuró a grabar Entesemana, ese mismo año.

## Lista de canciones
Todas las canciones son Errazkin-Iturrioz
1. Un Rayo de Sol
2. Jersey Inglés
3. Juan
4. Por Tres Años
5. Astronautas
6. Al Bulevar
7. El Cielo
8. El Nuevo Cantante
9. H.E.L.L.O. (Cuenta con una colaboración de Borja de La Buena Vida)
10. Lucille
11. Pescado y Vino
12. Manzanas y Naranjas

## Créditos
- Ibon Errazkin Guitarra y arreglos
- Terse Iturrioz Bajo y letras
- Jone Gabarain Voz
- Peru Izeta Guitarra
- Gorka Ochoa Batería (no el actor)

- Iñaki DeLucas Producción
- Javier Aramburu Diseño Gráfico

- Datos: Q5679850